# あさひ幼稚園 (宮城県南三陸町)
あさひ幼稚園（あさひようちえん）は、宮城県本吉郡南三陸町志津川にある、大雄寺が設置する私立幼稚園。建物はグッドデザイン賞を受賞した。

## 保育目標
- 1.尊い生命を拝みあい
- 2.明るい心と丈夫な体をつくり
- 3.此の世に於けるくらし方のルールをわきまえ
- 4.世のため人のためにつくし
- 5.恵みに感謝できる人間像にする

## 建築
かつての園舎は東日本大震災で壊滅的な被害を受けた。日本ユニセフ協会の支援、手塚建築研究所・手塚貴晴の設計で2012年7月に再建。震災の津波によって立ち枯れした巨大な杉並木を使って建設された。2尺角の柱から床板、手摺に至るまで南三陸産の杉でできている。元々材木ではないので板の幅も不揃いであり、キツツキの巣もそのまま残っている。日本デザイン振興会から2013年度グッドデザイン金賞を受賞。

## 施設情報
教育時間
月曜日から金曜日　午前9時から午後2時30分
利用定員
35名
対象児童
満3歳児から5歳児